# Basilica di Oudenbosch

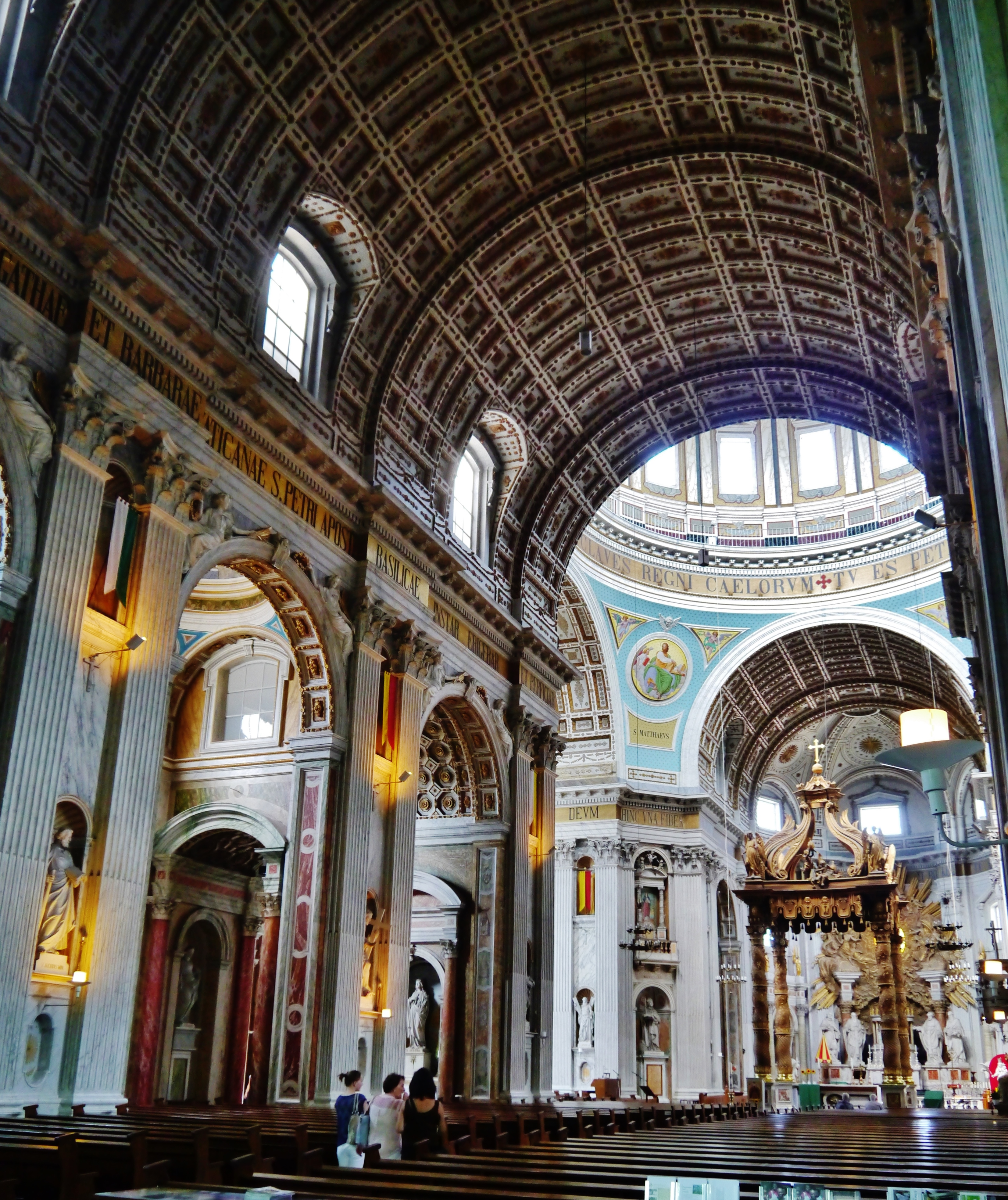
Interno

La basilica di Sant'Agata e Santa Barbara (in olandese: Basiliek van de H.H. Agatha en Barbara) è un edificio religioso della cittadina olandese di Oudenbosch (comune di Halderberge, Brabante Settentrionale), costruito tra il 1865 e il 1892 su progetto di Pierre Cuypers e Gerardus Jacobus van Swaaij. Realizzata in stile neoclassico, è un'imitazione della Basilica di San Pietro in Vaticano.
L'edificio è classificato come rijksmonument nr. 31938.

## Descrizione
L'edificio misura 81 metri in lunghezza., 55 in larghezza.  e raggiunge un'altezza di 63 metri.
Pur essendo un'imitazione della basilica di San Pietro in Vaticano, gli interni sono 16 volte più piccoli e la facciata ha come suo modello il prospetto di un'altra basilica romana: quella di San Giovanni in Laterano.

## Storia
La costruzione della basilica fu commissionata nel 1843 da Willem Hellemons, l'allora parroco di Oudenbosch,. per rimpiazzare la chiesa del 1513 che stava cadendo in rovina.
Il progetto fu affidato a Pierre Cuypers.
Si decise che la basilica dovesse assomigliare a quella di San Pietro, che gli Zuavi avevano potuto ammirare durante la loro permanenza a Roma (1860-1870), dove si erano recati in difesa del Papa contro Giuseppe Garibaldi; lo stesso Hellemons aveva una grande predilezione per quell'edificio. L'unica eccezione è rappresentata dalla facciata, che è un'imitazione della Basilica di San Giovanni in Laterano: fu realizzata su progetto di Gerardus Jacobus van Swaaij. e fu completata nel 1892.
Nel 1912, l'edificio fu elevato al rango di basilica minor.

## Punti d'interesse

### Interni

#### Organo
L'organo della basilica risale al 1772 e fu realizzato a Colonia, in Germania da Ludwig König.